# Конвой №5202
Конвой № 5202 — японський конвой часів Другої світової війни, проведення якого відбувалось у січні 1944-го.
Вихідним пунктом конвою був атол Трук у центральній частині Каролінських островів, де ще до війни створили головну базу японського ВМФ у Океанії, з якої до лютого 1944-го провадились операції в цілому ряді архіпелагів. Пунктом призначення став атол Кваджелейн, де була головна японська база на Маршаллових островах.
До складу конвою увійшли транспорти «Тайо-Мару» (Taiyo Maru) і «Акібасан-Мару», тоді як охорону забезпечував переобладнаний мінний загороджувач «Урара-Мару».
20 січня 1944-го загін полишив Трук та попрямував на схід. Оскільки поблизу вихідного та кінцевого пунктів маршруту традиційно діяли американські підводні човни, при наближенні до Кваджелейну додатковий ескорт забезпечував переобладнаний патрульний корабель «Ебон-Мару». У підсумку проходження конвою минуло без інцидентів і 26 січня він прибув на Кваджелейн.
Втім, всього через кілька діб почалась десантна операція американців на Маршаллових островах, наслідком чого стала загибель «Акібасан-Мару» та «Урара-Мару».